# Кільйота (провінція)
Провінція Кільйота (ісп. Provincia de Quillota) — провінція у Чилі у складі області Вальпараїсо. Адміністративний центр — Кільйота.
Включає в себе 7 комун.
Територія — 1638,7 км². Населення — 229 241 осіб. Щільність населення — 139,89 осіб/км².

## Географія
Провінція розташована у центральній частині області Вальпараїсо.
Провінція межує:
- На півночі — провінція Петорка
- На сході — провінція Сан-Феліпе-де-Аконкагуа
- На півдні — провінція Вальпараїсо і Чакабуко
- На заході — провінція Вальпараїсо

## Адміністративний поділ
Провінція включає в себе 7 комун:

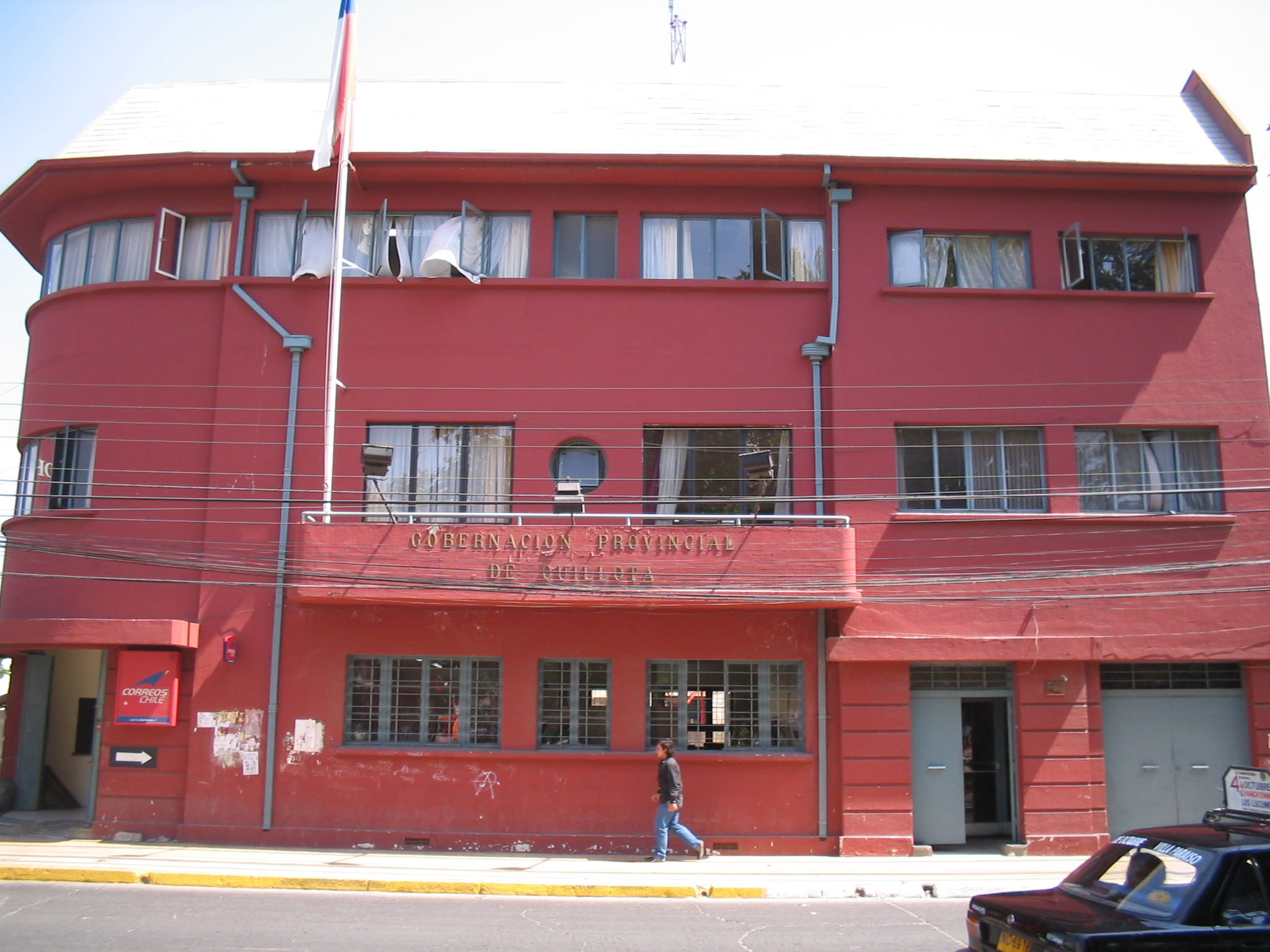
Будівля уряду провінції

- Кільйота. Адміністративний центр — Кільйота.
- Ла-Калера. Адміністративний центр — Ла-Калера.
- Лімаче. Адміністративний центр — Лімаче.
- Ногалес. Адміністративний центр — Ногалес.
- Іхуелас. Адміністративний центр — Іхуелас.
- Ольмуе. Адміністративний центр — Ольмуе.
- Ла-Крус. Адміністративний центр — Ла-Крус.

## Найбільші населені пункти
| №  | Населений пункт   | Категорія | Населення осіб (2002) | Чоловіче населення осіб | Жіноче населення осіб | Територія км² |
| -- | ----------------- | --------- | --------------------- | ----------------------- | --------------------- | ------------- |
| 1  | Кільйота          | місто     | 62231                 | 30054                   | 32177                 | 15,13         |
| 2  | Ла-Калера         | місто     | 47836                 | 23290                   | 24546                 | 16,18         |
| 3  | Лімаче            | місто     | 34948                 | 17042                   | 17906                 | 18,63         |
| 4  | Ла-Крус           | місто     | 10611                 | 5200                    | 5411                  | 14,03         |
| 5  | Ольмуе            | місто     | 10379                 | 5159                    | 5220                  | 19,07         |
| 6  | Ель-Мелон         | місто     | 9729                  | 4898                    | 4831                  | 5,68          |
| 7  | Ногалес           | місто     | 8969                  | 4368                    | 4601                  | 3,84          |
| 8  | Іхуелас           | місто     | 8196                  | 4039                    | 4157                  | 7,81          |
| 9  | Сан-Педро         | селище    | 3794                  | 1838                    | 1956                  | 0,8           |
| 10 | Рабуко            | село      | 1692                  | 892                     | 800                   |               |
| 11 | Лас-Патагуас      | село      | 1061                  | 529                     | 532                   |               |
| 12 | Пачакаміта        | село      | 693                   | 349                     | 344                   |               |
| 13 | Кебрада-Альварадо | село      | 573                   | 298                     | 275                   |               |